# Venantius
Venantius, född cirka 235 i Camerino, död därstädes 18 maj 251, var en kristen martyr. Enligt traditionen var han en 15-årig yngling som blev torterad och halshuggen i samband med kejsar Decius förföljelser av de kristna. Venantius vördas som helgon inom Romersk-katolska kyrkan; hans minnesdag infaller den 18 maj.

### Webbkällor
- ”Sts. Wigand”. Catholic Encyclopedia. New Advent. http://www.newadvent.org/cathen/15619a.htm. Läst 13 november 2018.
- ”San Venanzio di Camerino, martire”. Santi e Beati. http://www.santiebeati.it/dettaglio/53900. Läst 13 november 2018.